# بطولة آسيا للرماية بالبندقية 2011
بطولة آسيا للرماية بالبندقية 2011، هي بطولة آسيا الأولى للرماية بالبندقية، والتي أقيمت في مدينة كوالالمبورفي ماليزيا في الفترة ما بين 21 نوفمبر و1 ديسمبر 2011.

## ملخص الميداليات

### الرجال
| الألعاب                | الذهبية                                                 | الفضية                                                               | البرونزية                                                     |
| ---------------------- | ------------------------------------------------------- | -------------------------------------------------------------------- | ------------------------------------------------------------- |
| الرماية                | مانشير سينغ · الهند                                     | دو يو · الصين                                                        | خالد المضف · الكويت                                           |
| الرماية (فرق)          | الصين · دو يو · لي ياجون · تشانغ يياو                   | الهند · مانافجيت سينغ ساندو · مانشير سينغ · أنور سلطان               | الكويت · ناصر المقلد · سعود المقلد · خالد المضف               |
| الرماية المزدوجة       | راجيافاردان سينغ راثور · الهند                          | مو جونجيي · الصين                                                    | راشد حمد العذبة · قطر                                         |
| الرماية المزدوجة (فرق) | قطر · مسعود حمد العذبة · راشد حمد العذبة · حمد المري    | الصين · لي جون · مو جونجيي · بان تشيانغ                              | الهند · محمد عصاب · راجيافاردان سينغ راثور · يوغيندر بال سينغ |
| السكيت                 | مان سينغ · الهند                                        | سيف بن فطيس · الإمارات العربية المتحدة                               | وانغ موران · الصين                                            |
| السكيت (فرق)           | الهند · بارامبال سينغ غورون · ميراي أحمد خان · مان سينغ | كازاخستان · فيتالي كوليكوف · فلاديسلاف موخاميدييف · ألكسندر ييخشينكو | الصين · دون يويهنغ · وانغ موران · شو ينغ                      |

### السيدات
| الألعاب       | الذهبية                                     | الفضية                                                             | البرونزية                                                            |
| ------------- | ------------------------------------------- | ------------------------------------------------------------------ | -------------------------------------------------------------------- |
| الرماية       | لين يي تشون · تايوان                        | أناستاسيا دافيدوفا · كازاخستان                                     | يانغ هوان · الصين                                                    |
| الرماية (فرق) | الصين · تيان شيا · يانغ هوان · يو يينغ بينغ | الهند · شاغون تشودهاري · شرياسي سينغ · سيما تومار                  | الكويت · سارة الحوال · شهد الحوال · سمية الجحيل                      |
| السكيت        | يو شيومين · الصين                           | وي مينغ · الصين                                                    | ناتشايا سوتاربون · تايلاند                                           |
| السكيت (فرق)  | الصين · وي مينغ · يو شيومين · تشانغ هنغ     | كازاخستان · إلفيرا أكشورينا · أنجيلينا ميشوك · أناستاسيا مولشانوفا | تايلاند · إيسارابا إيمبراسيرتسوك · ناتشا سوتاربون · ناتشايا سوتاربون |

## جدول الميداليات
*   البلد المضيف (مضيف)
| المرتبة | فريق                     | ذهبية | فضية | برونزية | المجموع |
| ------- | ------------------------ | ----- | ---- | ------- | ------- |
| 1       | الصين                    | 4     | 4    | 3       | 11      |
| 2       | الهند                    | 4     | 2    | 1       | 7       |
| 3       | قطر                      | 1     | 0    | 1       | 2       |
| 4       | تايبيه الصينية           | 1     | 0    | 0       | 1       |
| 5       | كازاخستان                | 0     | 3    | 0       | 3       |
| 6       | الإمارات العربية المتحدة | 0     | 1    | 0       | 1       |
| 7       | الكويت                   | 0     | 0    | 3       | 3       |
| 8       | تايلاند                  | 0     | 0    | 2       | 2       |
| المجموع | المجموع                  | 10    | 10   | 10      | 30      |

## روابط خارجية
- الاتحاد الآسيوي للرماية
- نظرة عامة على نتائج ISSF